# Svartifossur
Svartifossur är ett vattenfall i Färöarna (Kungariket Danmark). Det ligger i sýslan Streymoyar sýsla, i den centrala delen av landet, i huvudstaden Tórshavn. Vattenfallet finns i floden Hoydalsá och rinner ut i en bassängliknande pool. Vid foten av vattenfallet leder en gångbro över Hoydalsá. Vattenfallet kan endast nås till fots och ligger cirka 270 meter från busshållplatsen Vegurin Langi/Flatarvegur. Både Färöarnas nationalmuseum och Färöarnas friluftsmuseum ligger inom gångavstånd från vattenfallet.